# Baotianmansaurus
Baotianmansaurus („ještěr z rezervace Baotianman“) byl rod titanosauriformního sauropodního dinosaura. Fosílie tohoto dinosaura byly objeveny ve spodnokřídových vrstvách v čínské provincii Che-nan. Typový druh B. henanensis byl popsán v roce 2009.

## Rozměry
Podle Gregoryho S. Paula dosahoval tento druh délky asi 20 metrů a hmotnosti kolem 16 000 kilogramů.
Blízce příbuzným druhem byl podstatně větší Australotitan cooperensis, patřící k největším známým australským dinosaurům.